# Автоспуск
Автоспуск — окремий пристрій чи механізм в фотоапараті, або режим роботи фотоапарата, що дозволяє вносити часову затримку між моментом натиснення на кнопку спуску затвора (чи на окрему кнопку автоспуску) та фактичним спрацюванням затвора.
Застосовується зокрема для зйомки автопортретів. При використанні масивного фотоапарата (наприклад з телеоб'єктивом) з штативом автоспуск дає змогу усунути можливий зсув фотоапарата при натисканні на спуск.